# Mexicali Beer Hall
Mexicali Beer Hall war eine große Bierbar in der mexikanischen Stadt Tijuana. Mit einer Länge von etwa 50 bis 60 Metern nahm sie einen kompletten Häuserblock an der Avenida Revolución ein. Das Lokal war in Mexiko auch unter der Bezeichnung La Ballena (Der Walfisch) bekannt und wird auf alten Postkarten als die seinerzeit größte Bar der Welt beschrieben. Ausgeschenkt wurde die Biermarke Mexicali, die damals noch die einzige in Baja California gebraute Biermarke war und von der die Bar ihren Namen bezog. 

## Geschichte
Die Mexicali Beer Hall entstand vermutlich als Folge der Prohibition in den Vereinigten Staaten bzw. profitierte zumindest von dieser. Sie befand sich an der Avenida Revolución, an der sich in den 1920er und 1930er Jahren – also zur Zeit der Prohibition, die von 1919 bis 1933 währte – eine Reihe von Lokalen niedergelassen hatten, die Bier und Schnaps zu günstigen Preisen anboten und dadurch eine Vielzahl von Touristen aus den USA anlockten. 
Möglicherweise bedingt durch das Ende der Prohibition gingen die Umsätze der Bierlokale zurück und einige von ihnen schlossen. Auch die Mexicali Beer Hall wurde schließlich geschlossen und durch eine Woolworth-Filiale ersetzt, die mittlerweile nicht mehr existiert.